# 山王日吉神社境内遺跡
山王日吉神社境内遺跡（さんのうひよしじんじゃけいだいいせき）は、東京都千代田区永田町の日枝神社界隈に所在する宗教遺跡。発掘調査の結果、江戸時代後半から明治時代初頭にかけての伊万里焼、美濃焼、瀬戸焼などの陶磁器が大量に出土し、境内の掛茶屋で使用されていたものであることがわかった。